# Ciobanka, Kărdjali
Ciobanka (în bulgară Чобанка) este un sat în comuna Momcilgrad, regiunea Kărdjali,  Bulgaria. 

## Demografie
Componența etnică a satului Ciobanka
     Bulgari (1,49%)
     Turci (98,5%)
     Nicio identificare (0%)
     Altele (0%)
La recensământul din 2011, populația satului Ciobanka era de 267 locuitori. Din punct de vedere etnic, majoritatea locuitorilor (98,5%) erau turci, cu o minoritate de bulgari (1,49%). Pentru 0,0% din locuitori nu este cunoscută apartenența etnică.